# Мюллер, Софус
Софус Отто Мюллер (дат. Sophus Otto Müller; 24 мая 1846, Копенгаген — 23 или 24 февраля 1934, там же) — датский археолог.

## Биография
Он родился в Копенгагене, в семье К. Луиса Мюллера. Софус изучал классическую филологию в Копенгагенском университете, получив степень кандидата филологических наук в 1871 году. В 1872—1873 годах он совершил ознакомительную поездку в Германию, Швейцарию и Италию. До 1876 года он работал учителем, одновременно сотрудничая в Национальном музее Дании. В 1878 году он был принят на работу в музей, а в 1880 году получил степень доктора философии, защитив диссертацию «Dyreornamentiken i Norden».
После 1881 года он был секретарём Королевского археологического общества и редактировал Aarböger для Nordisk Oldkyndighed и Nordiske Fortidsminder. В 1885 году он был инспектором музея, а затем, когда он был реорганизован в Датский национальный музей в Копенгагене, в 1892 году он стал директором отдела древней истории. В 1895—1921 годах он был назначен всего музея.
Мюллер усовершенствовал методику археологических раскопок, в частности обратил внимание на взаимное положение погребений под курганом (на стратиграфию). Исследовал ранненеолитические памятники. В 1893—1898 годах производил раскопки кьёккенмедингов. Также обнаружил отдельные курганы в центральной Ютландии. Это открытие стало первым доказательством существования среднего неолита в Скандинавии. Наряду со своим современником и шведским коллегой Оскаром Монтелиусом разработал периодизацию железного и бронзового веков Северной Европы. Подобно ему и другим современникам, в том числе Габриэлю де Мортилье и Эдуарду Ларте сыграл значительную роль в преобразовании археологии из простого собирательства в научную дисциплину.
В 1888 году был опубликован его двухтомный труд «Расположение древностей Дании» (Ordning af Danmarks Oldsager). Он написал доисторическую историю Дании, которая была опубликована под названием «Наша предыстория» (Vor Oldtid) в 1897 году. В 1921 году вышел на пенсию. В своих трудах исторически обобщал археологические материалы, особое внимание посвящал вопросам истории древнего искусства. Рассматривал эволюцию форм предметов материальной культуры как самодовлеющую и совершающуюся по чисто биологическим законам. Его критиковали за преувеличения значение влияния цивилизаций Востока и Средиземноморья на культуру Европы.
Мюллер стал кавалером ордена Даннеброга в 1889 году, командором 2-й степени в 1913 году и 1-й степени в 1921 году. Он умер во Фредериксберге и был похоронен в Сковене Киркегорде.